# Rahhala
Rahhala  (in arabo رحالة‎?) è un centro abitato e comune rurale del Marocco situato nella provincia di Chichaoua, regione di Marrakech-Safi. Conta una popolazione di 5 691 abitanti (censimento 2014).